# Biocanina-A reduttasi
La biocanina-A reduttasi è un enzima appartenente alla classe delle ossidoreduttasi, che catalizza la seguente reazione:
diidrobiocanina A + NADP+ ⇄ biocanina A + NADPH + H+
Anche altri isoflavoni sono ridotti nei corrispondenti isoflavanoni.